# Autocostruzione

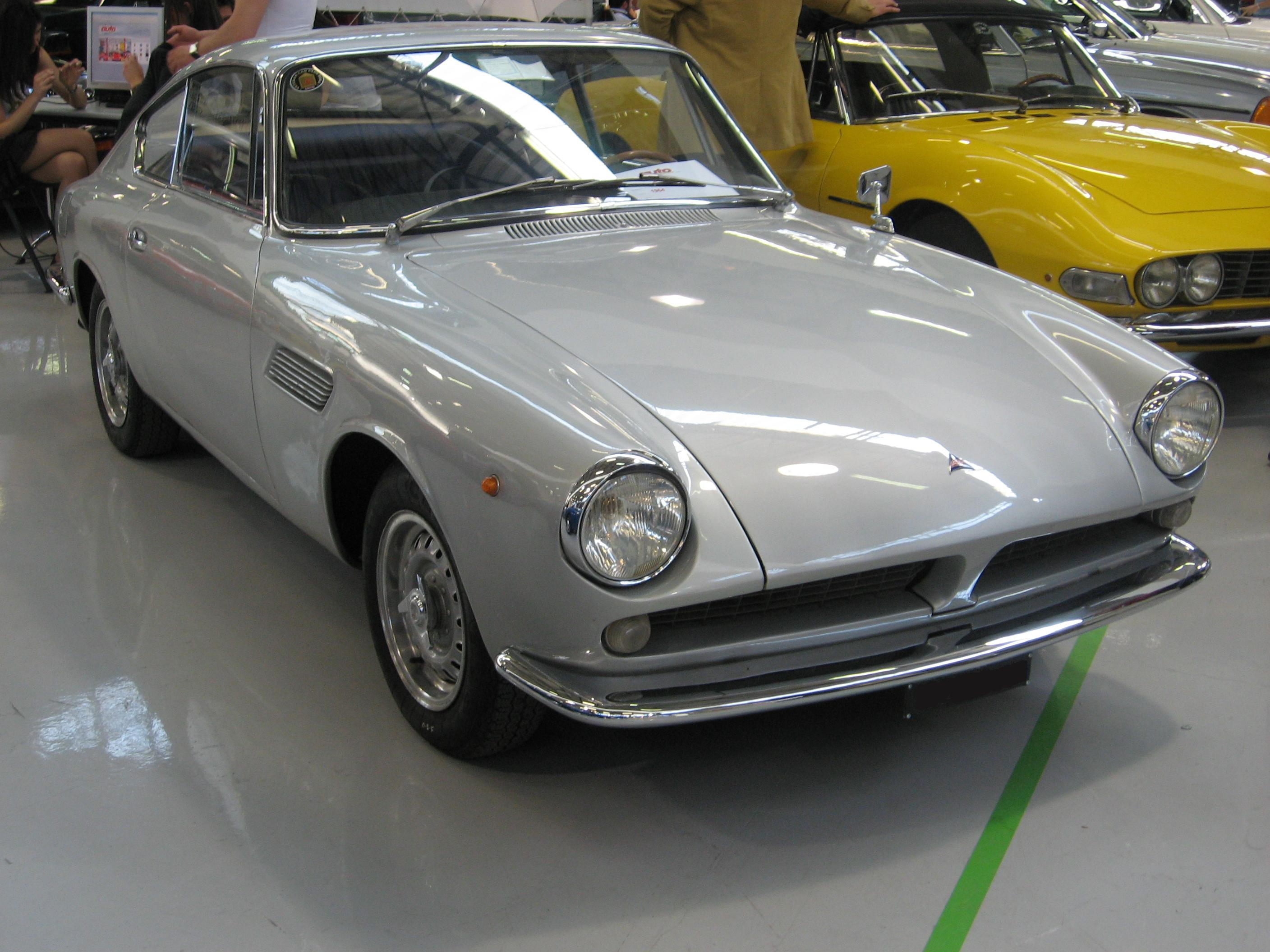
ASA 1000 GT Coupé

Der italienische Automobilhersteller Autocostruzione SpA (kurz ASA) in Mailand existierte von 1962 bis 1967. Sein Ziel war die Lizenzfertigung eines Kleinsportwagenprojekts für den Massenmarkt, das von Enzo Ferrari entwickelt worden war. Anfang 1964 begann die Produktion, doch sie erreichte nie die erwünschte Stückzahl. Die daraus resultierenden finanziellen Schwierigkeiten führten 1967 zur Einstellung der Fertigung und zur Auflösung der Firma. Wie viele Autos gebaut wurden, ist nicht bekannt. Schätzungen gehen von 100 bis über 250 Fahrzeuge.

## Vorgeschichte
Auf der Ferrari-Pressekonferenz am 19. Dezember 1959 wurde unter anderem das Projekt Ferrari 854 der Öffentlichkeit vorgestellt. Diese Mitteilung war für die meisten Journalisten der Autozeitschriften keine Überraschung, da im Vorfeld schon länger das Gerücht kursierte, das Ferrari an einem kleinen Sportwagen für die Massenproduktion arbeite. Der Ferrari 854 sollte einen Vierzylindermotor mit 850 cm³ Hubraum mit einer Leistung von 75 PS bei 6800/min bekommen. Vorgesehen war eine Produktion von 3000 bis 5000 Einheiten pro Jahr für einen Stückpreis von $2600.
Doch bereits 1960 stand für Enzo Ferrari fest, dass der Ferrarina, wie er in der Presse genannt wurde, nicht von Ferrari produziert werde, sodass die Suche nach einem Hersteller begann. Für diesen Zweck ließ er den nun schon weiterentwickelten Motor in ein Fiat-1200-Fahrgestell einbauen und von Pininfarina eine Karosserie herstellen. Trotz intensiver Suche ließ sich kein Interessent finden, der das Auto bauen wollte. Um die Attraktivität des Projekts nochmals zu unterstreichen, wurde auf dem Turiner Autosalon im Oktober 1961 am Bertone-Stand der Mille präsentiert. Eine Weiterentwicklung des 854 mit nun 1000 cm³ und 96 PS bei 6800/min. Giorgetto Giugiaro designte das Coupé mit verglasten Scheinwerfern im Stile des Ferrari 250 GTO und Giotto Bizzarrini entwickelte das Fahrgestell, wobei er sich ebenfalls am Ferrari 250 GTO orientierte.

## Geschichte
Am 5. April 1962 wurde ASA, Autocostruzione Società per Azioni (dt.: Autobau Aktiengesellschaft), zum Zweck der Lizenzfertigung gegründet. Beteiligt an der Firma waren die Rennfahrer Gerino Gerini, Lorenzo Bandini und Giancarlo Baghetti und der Konstrukteur Giotto Bizzarrini. Die Produktion übernahm der Elektrochemiekonzern de Nora in Mailand, der zu dieser Zeit von Oronzio de Nora und seinem Sohn Niccolò geleitet wurde. Der Firmensitz von ASA war in der via San Faustino 65 in Mailand.
Bereits auf dem Turiner Autosalon im Herbst 1962 stellte ASA den 1000 GT als Coupé und Spider vor. Das Coupé war eine leicht abgeänderte Kopie des Bertone Mille und wurde von der Carrozzeria Touring hergestellt. Der Spider folgte dem Design von Touring, war aber aus Kunststoff und wurde von der Carrozzeria Corbetta produziert.
Als bis zum Turiner Autosalon 1963 nichts von einer Produktion zu sehen war, äußerte die Autopresse den Verdacht, das Unternehmen könnte sich in Anbetracht der Konkurrenz von Abarth und Alfa-Romeo vorzeitig zurückgezogen haben. Doch Anfang des Jahres 1964 wurden die ersten Fahrzeuge ausgeliefert. Die meisten der produzierten Fahrzeuge dieser Zeit gingen an den US-amerikanischen Ferrari-Importeur Luigi Chinetti senior. Er war mit Enzo Ferrari und Oronzio de Nora befreundet und maßgeblich an der Gründung von ASA beteiligt. Doch die Produktion kam nicht so recht in Gang. Wenn überhaupt, wurde ein Auto pro Woche hergestellt, und das lag weit unter den veranschlagten 100 im gleichen Zeitraum. Auch der Preis war höher als angenommen. So kostete ein Auto ab Werk 2.520.000 Lire, das entsprach ca. $4000 und war somit $1400 teurer als veranschlagt. Dazu kam, dass ein ASA auf dem US-Markt für ca. $6000 angeboten wurde und eine Corvette 427 schon für ca. $4500 zu haben war.
Ab 1965 wurde versucht, das Auto auch im Motorsport einzusetzen. So fuhren bei der Targa Florio 1965 zwei 1000 GT mit. Außerdem stellte ASA im Herbst des gleichen Jahres auf dem Salon de l’Automobile in Paris die Rennversion des 1000 GT, den 411, vor. Hierbei handelte es sich um ein Coupé von der Carrozzeria Marazzi. Es folgte prinzipiell dem Design von Touring, hatte aber nach hinten geneigte Scheinwerfer. Um Gewicht zu sparen, wurde die Karosserie aus Leichtmetall gefertigt und die Seitenscheiben sowie die Heckscheibe waren aus Kunststoff.
Anfang 1966 zeichneten sich erste finanzielle Schwierigkeiten bei ASA ab. Trotzdem stellte ASA auf dem Genfer Auto-Salon den Roll-Bar vor. Heute ist dieses Modell eher unter der Bezeichnung RB613 bekannt, dies war aber nur eine Version von zwei. Der Roll-Bar war ein Coupé mit Frontmotor auf Basis des 1000 GT. die Karosserie hatte ein Stufenheck aus Kunststoff von Carrozzeria Corbetta nach einem Design von Luigi Chinetti junior. Als Motoren standen ein Sechszylinder-1,3-Liter-Motor (für den RB613) und ein Vierzylinder-1,8-Liter-Motor (für den US-Rennsport) zur Auswahl. Der erste Einsatz des Roll-Bar fand bei dem 24-Stunden-Rennen von Le Mans 1966 statt. Dort waren zwei RB613 gemeldet, die das Rennen ohne Erfolg beendeten. Auch bei der Targa Florio 1966 waren wieder ASA Fahrzeuge dabei. Ebenfalls 1966 begann ASA, das 1000 GT Coupé mit Kunststoffkarosserien herzustellen. In der Presse wurden diese Fahrzeuge auch als Serie 2 bezeichnet. Die Autos ähneln durch ihre nach hinten geneigten Scheinwerfern sehr dem ASA 411. Im Gegensatz zu ihm haben sie aber keinen Schnelltankverschluss, sondern eine Tankklappe, eine Motorhaube ohne Lufthutze, versenkbare Seitenscheiben und seitliche Luftauslässe.
1967 wurde die Produktion eingestellt.

## Produktionszahlen
Die Angaben zur Anzahl der hergestellten Autos widersprechen sich. In den Ausgaben 1966 und 1967 des World Car Catalogues des italienischen Automobilklubs werden für das Jahr 1964 52 und für das Jahr 1965 190 erstellte Einheiten des ASA 1000 GT angegeben. Die Summe daraus ergibt eine viel größere Produktionszahl als in jüngeren Publikationen veröffentlicht wurde. Dort wird von geschätzten 100 hergestellten Fahrzeugen ausgegangen. Diese Schätzung wird damit begründet, dass es zwar einen größeren durchgehenden Nummernkreis für die Fahrgestellnummern gegeben habe, der aber nur lückenhaft genutzt worden sei. So wird geschätzt, dass 50 bis 75 1000 GT als Coupé gebaut und davon 32 offiziell nach den USA exportiert wurden. Weiterhin wurden nur sehr wenige 411er und Spider hergestellt. Vom Roll-Bar gab es offiziell nur drei oder vier RB613. Das Coupé mit der Kunststoffkarosserie, das auch als 1000 GT Serie 2 bezeichnet wird, wurde auch mehrere Male hergestellt.

## Modelle

### ASA Sport- und Rennwagen
| Bauzeit   | Bezeichnung | Anmerkung |
| --------- | ----------- | --- |
| 1964–1967 | 1000 GT     | 1962 als Coupé und Spider vorgestellt. Serienproduktion begann 1964. Ab 1966 auch mit einer Coupékarosserie aus Kunststoff ausgestattet.                                                                                    |
| 1965–1967 | 411         | Rennwagenausführung des 1000 GT. Ausgestattet mit Leichtmetallkarosserie und Kunststoffseitenfenstern. |
| 1966–1967 | Roll-Bar    | Rennwagen mit Frontmotor auf Basis des 1000 GT. Stufenheckcoupé mit Targadach. Einzig gebautes Modell war der RB613 mit 1,3-Liter-Motor. Für den amerikanischen Motorsport war eine Version mit 1,8-Liter-Motor vorgesehen. |

### ASA GTC
Der ASA GTC (auch als ASA 1000 GTC bezeichnet) wurde 1963 von Giotto Bizzarrini und Piero Drogo der Öffentlichkeit vorgestellt. Das Fahrzeug war ein Frontmotorcoupé mit Fließheck. Für die Konstruktion wurden Teile des ASA 1000 GT verwendet. Als Antrieb diente ein ASA-Motor, dessen Hubraum auf 996 cm³ (andere Quelle gibt 998 cm³ an) verkleinert wurde, damit er in der Prototypenklasse bis 1000 cm³ mitfahren konnte. Derzeit ist nicht bekannt, ob das Fahrzeug in dieser Konfiguration an einem Rennen teilgenommen hat.
1966 wurde ein ähnlicher Rennwagen bei der Targa Florio mit der Startnummer 216 eingesetzt. Es soll der ASA 1300 GTC gewesen sein. Allerdings wird das Fahrzeug auch als ASA 411 GTS bezeichnet. Trotz der großen Ähnlichkeit ist das Stufenheck der augenfälligste Unterschied zum ASA GTC von 1963.

## Rennsport
Über die sportlichen Einsätze von ASA-Fahrzeugen bei der Targa Florio 1965 und 1966 herrscht Verwirrung. Fest steht, dass ASA-Fahrzeuge an diesen Rennen teilgenommen haben.
Bei der Targa Florio 1965 findet sich in einigen Publikation die Aussage, dass zwei RB613 mit den Startnummern 158 und 162 mitfuhren. Der RB613 wurde aber erst 1966 vorgestellt und Fotos vom Rennen zeigen zwei ASA 1000 GT mit diesen Startnummern. Auch ihre Platzierung ist nicht eindeutig festzustellen. So wird für die Startnummer 158 der Gesamtplatz 22 bzw. 23 und für die 162 Platz 17 bzw. 18 angegeben. Allerdings besteht Einigkeit in der Platzierung in der Klasse Prototypen bis 1600 cm³. Dort erreichte die Nummer 162 Platz 3 und die 158 Platz 4.
Für die Targa Florio 1966 wurden drei ASA 411 gemeldet. Sie hatten die Startnummern 202, 214 und 216. Bilder vom Rennen zeigen zwar einen ASA 411 mit der Startnummer 214, aber die 202 ist ein ASA 1000 GT Coupé mit Kunststoffkarosserie, das für das Rennen mit einem zusätzlichen Schnelltankverschluss versehen wurde (unterhalb davon ist auch noch die Tankklappe zu erkennen) und Nummer 216 ist ein Mittelmotorcoupé mit Stufenheck, das sehr starke Ähnlichkeit mit dem ASA GTC hat. Nur der ASA 411 (Nummer 214) beendete das Rennen und kam in der Gesamtwertung auf den 21. und in der Klassenwertung Prototypen bis 2000 cm³ auf den 5. Platz.
Die Roll-Bar Rennwagen hatten ihren ersten Auftritt beim 24-Stunden-Rennen von Le Mans 1966. Zwei ASA RB613 waren dort am Start. Einer wurde vom North American Racing Team eingesetzt, der zweite war ein Werkswagen. Am Steuer des Werkswagens wechselten sich die beiden Italiener Ignazio Giunti und Spartaco Dini ab. Der Werkswagen fiel nach 31 gefahrenen Runden durch Kupplungsschaden aus, der North-American-Wagen, mit zwei Franzosen am Steuer, hatte nach 50 Runden einen Unfall und fiel ebenfalls aus.
1967 setzte das Ring-Free Oil Racing Team einen Roll-Bar beim 12-Stunden-Rennen von Sebring und beim 24-Stunden-Rennen von Daytona ein.

## De-Nora-Sammlung
Am 10. Juni 2013 wurden vier Fahrzeuge aus der Sammlung der Familie de Nora über das Auktionshaus Artcurial versteigert. Es waren ein ASA 411, zwei ASA 1000 GT und ein ASA RB613.